# Miłość na zawołanie
Miłość na zawołanie – piąty album zespołu Mister Dex, wydany przez wytwórnię Blue Star latem 1996 roku.

## Lista utworów

### Strona A
1. Miłość na zawołanie (muz. i sł. Piotr Bechcicki)
2. Serca dwa (muz. i sł. Piotr Bechcicki)
3. Motyle (muz. i sł. Piotr Bechcicki)
4. Kołysanka (muz. i sł. Piotr Bechcicki)
5. Moja lady (muz. i sł. Piotr Bechcicki)

### Strona B
1. Piękna nieznajoma (muz. i sł. Piotr Bechcicki)
2. Wiosna (muz. i sł. Piotr Bechcicki)
3. Małe smuteczki (muz. i sł. Piotr Bechcicki)
4. Moje szczęście (muz. i sł. Piotr Bechcicki)
5. Kochaj i całuj (muz. i sł. Piotr Bechcicki)